# منتخب جمهورية أيرلندا تحت 20 سنة لكرة القدم
منتخب جمهورية أيرلندا تحت 20 سنة لكرة القدم هو ممثل جمهورية أيرلندا الرسمي في المنافسات الدولية في كرة القدم في فئة كرة قدم تحت 20 سنة للرجال
، يديريه اتحاد أيرلندا لكرة القدم.